# Malo Trebeljevo
Malo Trebeljevo – wieś w Słowenii, w gminie miejskiej Lublana. W 2018 roku liczyła 187 mieszkańców. 